# Хинфелден
Хинфелден (њем. Hünfelden) општина је у њемачкој савезној држави Хесен. Једно је од 19 општинских средишта округа Лимбург-Вајлбург. Према процјени из 2010. у општини је живјело 9.969 становника. Посједује регионалну шифру (AGS) 6533008.

## Географски и демографски подаци
Хинфелден се налази у савезној држави Хесен у округу Лимбург-Вајлбург. Општина се налази на надморској висини од 222 метра. Површина општине износи 62,7 km². У самом мјесту је, према процјени из 2010. године, живјело 9.969 становника. Просјечна густина становништва износи 159 становника/km².

## Међународна сарадња
| Мјесто       | Држава    | Врста сарадње | Од    |
| ------------ | --------- | ------------- | ----- |
| Ђулијанова   | Италија   | контакт       | 2000. |
|              | Француска | партнерство   | 1982. |
| Дестелберген | Белгија   | контакт       | 2000. |
| Извор        |           |               |       |